# Izoniazidă
Izoniazida, de asemenea denumită și hidrazida izonicotinică (HIN), este un antibiotic utilizat în tratamentul și în profilaxia tuberculozei. Pentru tuberculoza activă, este utilizată în combinație cu rifampicină, pirazinamidă și streptomicină sau etambutol. Pentru tuberculoza latentă, este utilizată de obicei în monoterapie. Căile de administrare sunt oral și intramuscular.